# César Cielo
César Augusto Cielo Filho (* 10. Januar 1987 in Santa Bárbara d’Oeste) ist ein auf Kurzstrecken spezialisierter brasilianischer Freistil- und Schmetterlingsschwimmer. 2008 gewann er bei den Olympischen Spielen in Peking Gold und Bronze und in den Jahren darauf elf Weltmeistertitel (2009 – 2014).

## Werdegang
César Cielo begann seine Schwimmerlaufbahn beim Esporte Clube Barbarense in seiner Heimatstadt. 2003 zog er nach São Paulo, wo er für den 1899 als SC Germânia gegründeten EC Pinheiros antrat. Seit 2004 gehört er auch zur brasilianischen Schwimmnationalmannschaft. Bei den Kurzbahnweltmeisterschaften 2004 in Indianapolis konnte er mit der 4 × 100-m-Freistilstaffel Silber gewinnen und wurde zudem Vierter mit der 4 × 100-m-Lagenstaffel und Sechster über 100 m Freistil.
Seit 2006 lebt er in Auburn, im US-Bundesstaat Alabama und studierte Wirtschaft an der Auburn University, für deren Schwimmmannschaft, die Tigers er auch startete, wenngleich er auch dem EC Pinheiros verbunden blieb. Er graduierte seither in International Business. Im selben Jahr trat er in Shanghai erneut bei der Kurzbahn-WM an. Dreimal ging er an den Start – mit den 4 × 100-m- und 4 × 200-m-Freistilstaffeln sowie über 100 m Freistil – und belegte dreimal Rang fünf. Im selben Jahr startete Cielo Filho bei den Pan-Pazifik-Spielen in Victoria. Bestes Ergebnis wurde dort Platz sechs über 50 m Freistil. Über 100 m und mit den beiden 4 × 100-m-Staffeln wurde er Siebter.
2007 brachte für César Cielo Filho in Melbourne die erste Teilnahme bei einer Langbahn-WM. Über 50 m Schmetterling und der 4 × 100-m-Lagenstaffel schied er schon in den Vorläufen aus, mit der 4 × 100-m-Lagenstaffel belegte er im Finale den achten und damit letzten Platz. Besser lief es für den Brasilianer über 50 m Freistil, wo er Sechster wurde, und über 100 m Freistil, wo er als Vierter eine Medaille nur knapp verfehlte. Dreimal Gold gewann Cielo Filho bei den Pan-Amerika-Spielen 2007: über 50 und 100 m Freistil sowie mit der 4 × 100-m-Freistilstaffel.
Bei den Olympischen Spielen 2008 in Peking ging Cielo Filho auf drei Strecken an den Start. Zunächst schied er mit der 4 × 100-m-Freistilstaffel im Vorlauf aus. Über 100 m Freistil erreichte er das Finale und konnte in einem packenden Finish gemeinsam mit dem zeitgleichen Jason Lezak die Bronzemedaille gewinnen. Diesen Erfolg konnte der Brasilianer zwei Tage später auf der 50-m-Freistilstrecke noch übertreffen, als er in 21,30 Sekunden gewann und einen neuen olympischen Rekord aufstellte. Über diese und die doppelte Distanz hält er zudem seit den Spielen in Peking die Südamerika-Rekorde, über 100 m auch auf der Kurzbahn.
Sechsmal gewann Cielo Filho National-Collegiate-Athletic-Association-Titel. 2007 wurde er NCAA-Schwimmer des Jahres. 2010 schloss er sich dem CR Flamengo in Rio de Janeiro an, wenngleich er weiterhin vornehmlich in Auburn trainiert.
Im März 2011 wurde er, zusammen mit drei weiteren Landsleuten, auf Furosemid positiv getestet. Vom brasilianischen Verband CBDA wurde er daraufhin lediglich verwarnt, nicht aber gesperrt. Im Juli 2011 entschied der Internationale Sportgerichtshof CAS, dass Cielo Filho noch im selben Monat bei den Schwimmweltmeisterschaften 2011 in Shanghai starten dürfe. Dort gewann er die Titel über 50 m Freistil (21,52 s) und 50 m Schmetterling (23,10 s). Bei den Olympischen Sommerspielen in London ein Jahr später konnte er seinen Olympiasieg über 50 m Freistil nicht verteidigen und wurde hinter Goldmedaillengewinner Florent Manaudou aus Frankreich und dem US-Amerikaner Cullen Jones Dritter. Über die 100 m Freistil belegte er den sechsten Platz.

## Internationale Rekorde
| Weltrekorde (2)                                                 | Weltrekorde (2) | Weltrekorde (2)   | Weltrekorde (2) |
| --------------------------------------------------------------- | --------------- | ----------------- | --------------- |
| 50 m Freistil                                                   | 00:20,91 min    | 18. Dezember 2009 | São Paulo       |
| Südamerikarekorde (6)                                           |                 |                   |                 |
| 4 × 50 m Freistil (mit Santos, Silva und Fratus)                | 1:26,42 min     | 7. Mai 2009       | Rio de Janeiro  |
| 4 × 100 m Freistil (mit Oliveira, Roth und Silva)               | 3:10,80 min     | 26. Juli 2009     | Rom             |
| 4 × 100 m Lagen (mit Guido, Barbosa und Mangabeira)             | 3:33,83 min     | 8. Mai 2009       | Rio de Janeiro  |
| 100 m Freistil (Kurzbahn)                                       | 0:47,00 min     | 23. November 2007 | Genua           |
| 4 × 50 m Freistil (Kurzbahn) (mit Silva, Santos und Gueraldi)   | 1:26,68 min     | 9. September 2005 | Santos          |
| 4 × 200 m Freistil (Kurzbahn) (mit Castro, Pereira und Salatta) | 7:06,09 min     | 4. April 2006     | Shanghai        |
| (Stand: 7. August 2010)                                         |                 |                   |                 |